# Oskar Dirlewanger

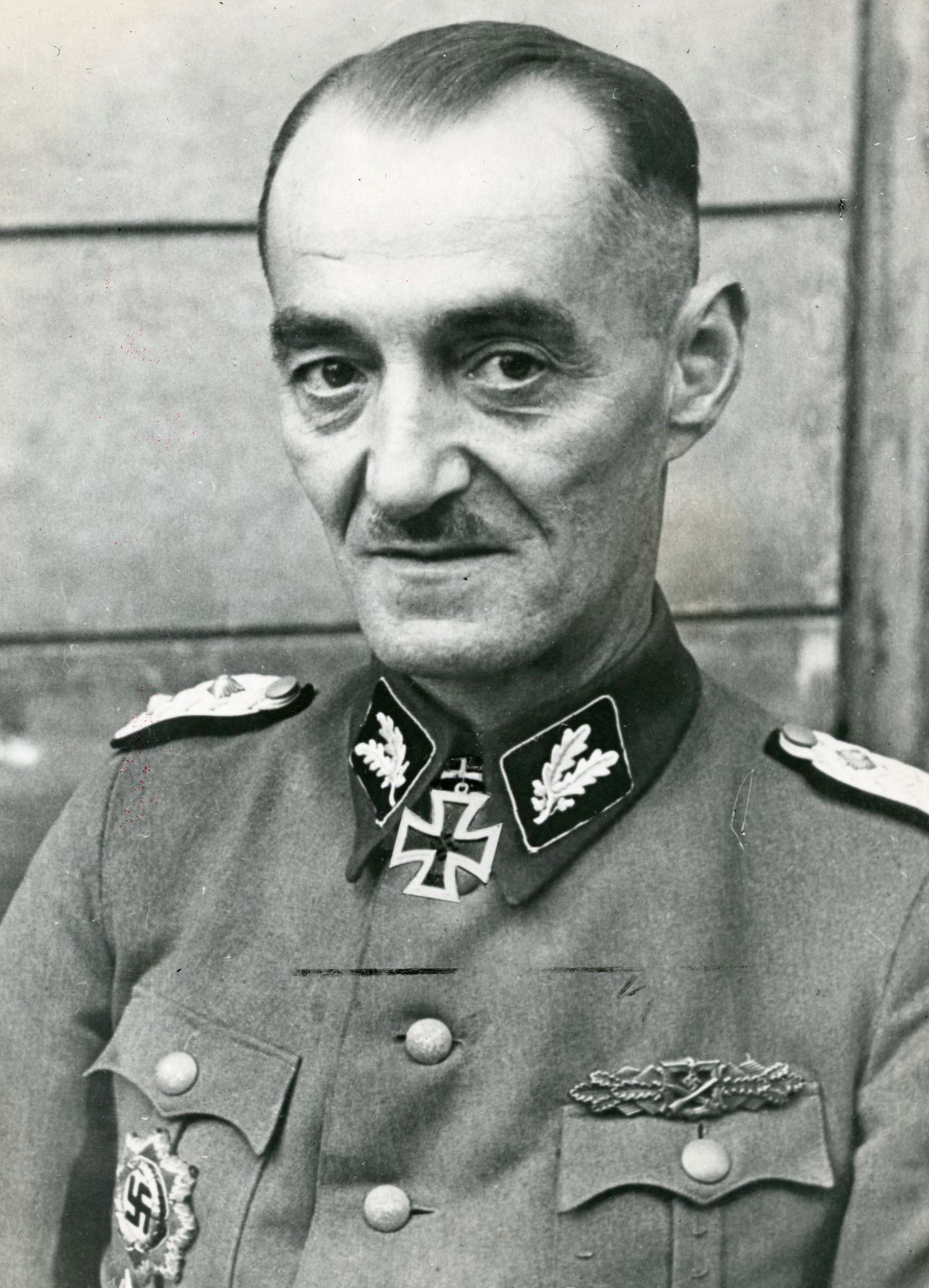
Oskar Dirlewanger, hier als SS-Oberführer (1944)

Oskar Paul Dirlewanger (* 26. September 1895 in Würzburg; † 7. Juni 1945 in Altshausen) war ein deutscher Offizier der Waffen-SS und Kriegsverbrecher. Er war Kommandeur einer nach ihm benannten Sondereinheit der Waffen-SS, die in großem Ausmaß an Verbrechen gegen die Menschlichkeit beteiligt war. Ab dem 12. August 1944 hatte er den Rang eines Oberführers der Waffen-SS der Reserve.

## Leben

### Erster Weltkrieg
Dirlewanger war der Sohn eines Kaufmannes, der sich 1906 mit seiner Familie in Esslingen am Neckar niederließ. Nach dem Besuch des Esslinger Gymnasiums (das heutige Georgii-Gymnasium) und der Schelztor-Oberrealschule legte er 1913 das Abitur ab. Er trat am 1. Oktober 1913 als Einjährig-Freiwilliger in die Maschinengewehr-Kompanie des Grenadier-Regiments „König Karl“ (5. Württembergisches) Nr. 123 der Württembergischen Armee ein und nahm mit dieser Einheit 1914 am Einmarsch in Belgien und Frankreich teil. Nach mehreren Verwundungen wurde er als zu 40 Prozent kriegsbeschädigt eingestuft. Trotz seiner Behinderung meldete er sich als Leutnant an die Front zurück und übernahm dort eine Sturm- bzw. MG-Kompanie. Dirlewanger erhielt als junger Offizier neben beiden Klassen des Eisernen Kreuzes auch die Goldene Militärverdienstmedaille. Zuletzt als Oberleutnant der Reserve an der Ostfront eingesetzt, zog sich die 2. MG-Kompanie des Infanterie-Regiments „Alt-Württemberg“ (3. Württembergisches) Nr. 121 bei Kriegsende unter Dirlewangers Führung über Rumänien nach Deutschland zurück.

## Weimarer Republik

### Ausbildung und Berufstätigkeit
Nach Ende des Ersten Weltkrieges schloss sich Dirlewanger verschiedenen nationalistischen Freikorps an und kämpfte 1920 als Kommandant eines Panzerzuges in Württemberg, im Ruhrgebiet, in Sachsen und Thüringen und im Frühjahr 1921 in Oberschlesien. Bei einem Einsatz mit dem Freikorps Holz wurde er 1921 durch einen Kopfschuss verwundet. Insgesamt gehörte er für mindestens drei Jahre paramilitärischen Verbänden an. Zwischenzeitlich studierte er an der Handelshochschule in Mannheim Wirtschaftswissenschaften. Wegen antisemitischer Hetze wurde er 1921 exmatrikuliert und setzte sein Studium in Frankfurt am Main fort, wo er 1922 zum Doktor der Staatswissenschaften promoviert wurde. In der Doktorarbeit beschäftigte er sich mit Fragen einer völkischen Planwirtschaft in einem künftigen Kriegsfall, um die im Ersten Weltkrieg aufgetretenen Versorgungskrisen zu vermeiden. Von 1928 bis 1931 war er in dem Erfurter Textilunternehmen Kornicker, das einer jüdischen Familie gehörte, als geschäftsführender Direktor tätig. Dort machte er sich mehrerer Unterschlagungen schuldig, mit denen er die SA unterstützte. Bis Juli 1933 arbeitete er dann als selbstständiger Steuerberater.

### Eintritt in NSDAP und SA
Seit 1919 war Dirlewanger Mitglied im Deutschvölkischen Schutz- und Trutzbund. Am 1. Oktober 1922 trat Dirlewanger in die NSDAP ein, zum 1. Mai 1932 schloss er sich der nach zwischenzeitlichem Verbot 1925 neu gegründeten Partei wieder an (Mitgliedsnummer 1.098.716). Außerdem war Dirlewanger SA-Mann im 1. Sturmbann der 122. SA-Standarte. Nach einem Überfall auf das Esslinger Gewerkschaftshaus durch den Sturmbann stand er im Dezember 1932 wegen Landfriedensbruchs vor Gericht. 1932 erhielt er eine Stelle als hauptamtlicher SA-Führer in Esslingen am Neckar.

## Zeit des Nationalsozialismus
Nach der Machtübernahme der NSDAP im Jahr 1933 erhielt er als „alter Kämpfer“ eine Anstellung am Heilbronner Arbeitsamt, wo er zunächst Abteilungsleiter und später stellvertretender Direktor wurde.
Äußerungen Dirlewangers über andere „alte Kämpfer“, denen er mangelnde Qualifikation und Bestechlichkeit vorwarf, führten zu einem SA-internen Disziplinarverfahren. Als Folge des Verfahrens wurde mehreren Strafanzeigen gegen Dirlewanger nachgegangen, die zuvor unterdrückt worden waren. Im Jahr 1934 wurde er wegen der Vergewaltigung eines 13-jährigen Mädchens und wegen Belästigung weiterer minderjähriger Mädchen zu zwei Jahren Zuchthaus verurteilt (Urteil des LG Heilbronn vom 21. September 1934). Er verlor dadurch seine Stellung, seinen Doktorgrad und alle militärischen Auszeichnungen. Nach der Entlassung aus zweijähriger Haft aus dem Zuchthaus Ludwigsburg wurde er 1936 erneut wegen der in der Erfurter Textilfabrik veruntreuten Gelder vor Gericht gestellt und in der Folge am 12. Oktober in Heilbronn verurteilt. Er kam daraufhin in das Schutzhaftlager Welzheim, das er aber nach Intervention seines Freundes, des späteren SS-Obergruppenführers und Chefs des SS-Hauptamts, Gottlob Berger, bald wieder verlassen konnte. Berger und Dirlewanger waren im Ersten Weltkrieg im selben Regiment und hatten zusammen die verdeckte Bewaffnung der NSDAP im Südwesten betrieben. Zudem verband sie eine Feindschaft mit dem württembergischen Gauleiter Wilhelm Murr.

### Legion Condor
Ab 1936 nahm Dirlewanger zunächst als spanischer Fremdenlegionär und dann als Angehöriger der Legion Condor drei Jahre lang am Spanischen Bürgerkrieg teil. Mit dem Spanienkreuz ausgezeichnet und durch seine Kontakte zum NS-Machtapparat gelang es ihm, eine Wiederaufnahme seines Verfahrens vor dem Landgericht Stuttgart zu erreichen. Im Zuge der Neuverhandlung wurde er am 30. April 1940, trotz „nach wie vor nicht unerheblicher Verdachtsgründe“, aus Mangel an Beweisen freigesprochen. Das ursprüngliche Urteil wurde aufgehoben. Auf Betreiben des Reichserziehungsministeriums erhielt Dirlewanger auch seinen Doktorgrad zurück.

### Zweiter Weltkrieg

#### Dirlewanger als Chef einer SS-Sondereinheit
Nach seiner Rückkehr im April 1940 wurde Dirlewanger im Mai wieder für „wehrwürdig“ befunden und auf Vorschlag Bergers in die Waffen-SS aufgenommen (SS-Nr. 357.267). Er erhielt den Rang eines Obersturmführers.
Berüchtigt wurde Dirlewanger als Kommandeur verschiedener Waffen-SS-Einheiten, die seinen Namen trugen, insbesondere jedoch als Kommandeur der „SS-Sondereinheit Dirlewanger“. Diese Einheiten galten als „besonderes Steckenpferd“ des Chefs des SS-Hauptamtes Gottlob Berger. Wie Heinrich Himmler war Berger ein Verehrer König Heinrichs I. (vgl. Programm Heinrich), dessen Vorbild ihm im SS-Hauptamt-Schulungsamt zu Schulungszwecken diente. So erließ dieser König Räubern und Dieben ihre Strafe, wenn sie sich in seine Dienste stellten und fortan seine slawischen Feinde überfielen. Dieses Vorbild münzte Himmler auf Anregung Gottlob Bergers in den Gedanken um, seinerseits straffällige Wilddiebe in die SS zu überführen. Begünstigt durch den Umstand, dass der Reichsführer SS Himmler auch das Amt des Chefs der Polizei innehatte, kam er mit dem Reichsjägermeister Hermann Göring überein, der Wilderei verdächtige Personen auf Grund der Notdienstverordnung vom 15. Oktober 1938 (RGBl. I S. 1441) zum Kriegsdienst heranzuziehen.

#### Einsätze des Sonderkommandos
Im Mai 1940 erhielt Dirlewanger den Auftrag, das „Wilddieb-Kommando Oranienburg“ mit 80 Vorbestraften, die im KZ Sachsenhausen zusammengezogen worden waren und eine zweimonatige Ausbildung erhielten, zu bilden. Gottlob Berger wählte in diesem Zusammenhang etwa 60 Strafgefangene aus, von denen die meisten nicht nur wegen Wilderei, sondern auch wegen anderer Delikte verurteilt worden waren. Am 1. September 1940 wurde das „Sonderkommando Dirlewanger“ in den Raum Lublin verlegt, wo es – wie auch später in Lemberg – zur Überwachung jüdischer Arbeitslager eingesetzt wurde. Im Januar 1942 ließ Berger die Einheit nach Weißrussland verlegen. Am 29. Januar 1942 wurde Dirlewangers Einheit direkt dem Kommandostab Reichsführer SS unterstellt. Sie sollte bis zum 10. Februar 1942, nach Vervollständigung der Ausrüstung und Ausbildung, dem Höheren SS- und Polizeiführer Russland-Mitte Curt von Gottberg zugeführt werden. Am 5. Dezember 1943 wurde Dirlewanger wegen seiner „Verdienste im Partisanenkampf“ das Deutsche Kreuz in Gold verliehen. Laut dem Verleihungsantrag hatte Dirlewangers Einheit 15.000 „Banditen vernichtet“, 1100 Gewehre erbeutet und 92 Tote in den eigenen Reihen zu verzeichnen. Das Verhältnis der Zahlen dokumentiert, dass bei den Einsätzen der Dirlewanger-Einheit überwiegend unbewaffnete Zivilisten systematisch ermordet wurden. Im „Selbstverwaltungsbezirk Lokot“ bekämpfte das Kommando zusammen mit der Kaminski-Brigade weiter Partisanen.

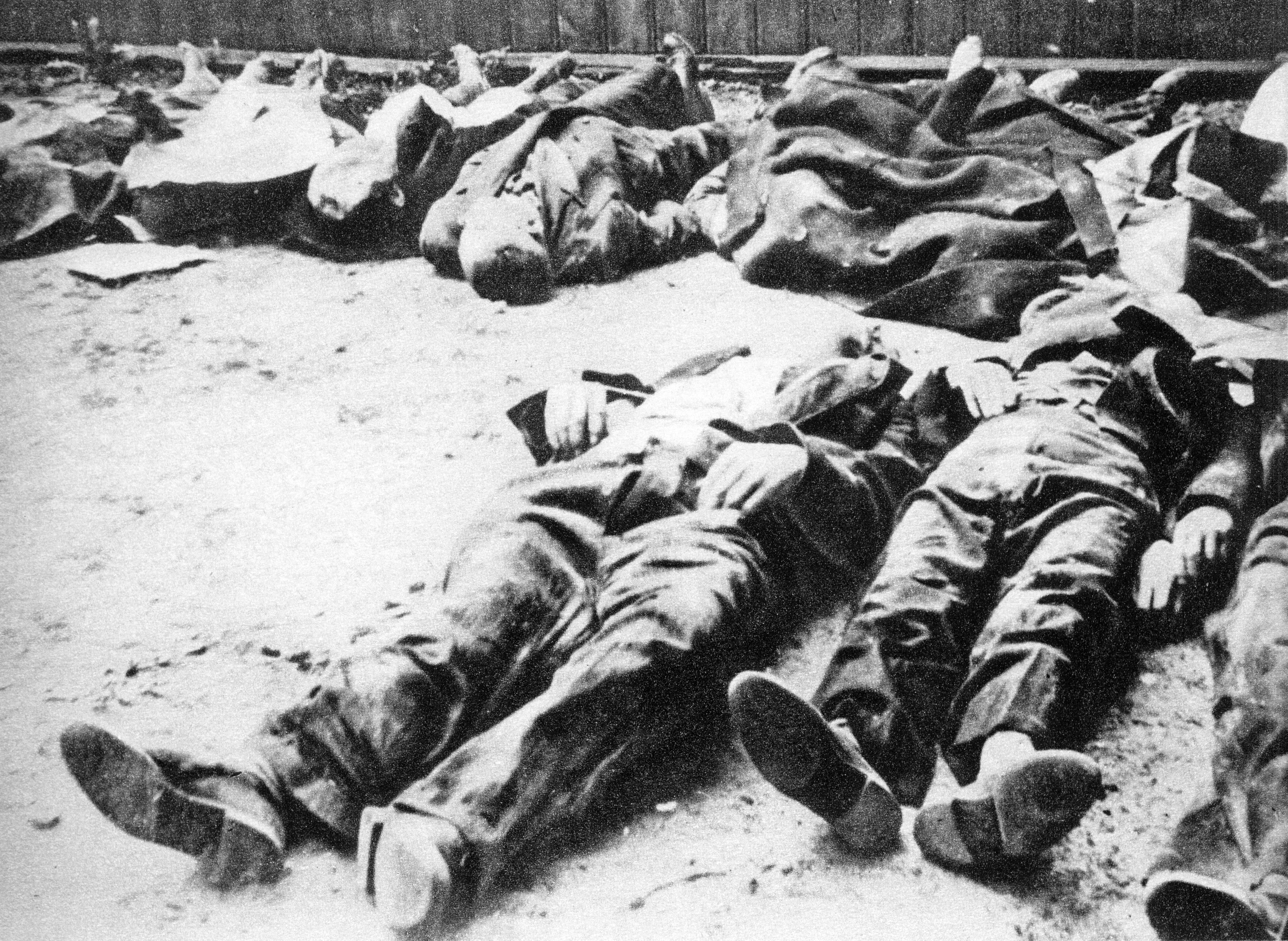
Polnische Zivilisten ermordet vom „Sonderkommando Dirlewanger“ in Warschau (1944)

Bei den Kämpfen während des Warschauer Aufstandes im August 1944 zeigten Dirlewanger und seine Einheit erneut ihre selbst für SS-Einheiten außerordentliche Grausamkeit und Brutalität (siehe Massaker von Wola). Massenerschießungen, Folter von Gefangenen, Plünderungen, Vergewaltigungen, Verbrechen an Kindern und Alkoholexzesse, auch unter Beteiligung von Dirlewanger selbst, sind durch Augenzeugenberichte von Angehörigen der Wehrmacht belegt. Dirlewangers Einheit – im Arbeiterbezirk Wola eingesetzt – benutzte beim Angriff auf feindliche Stellungen erstmals Frauen und Kinder als „lebende Schutzschilde“. Dirlewanger und die SS-Generäle Erich von dem Bach-Zelewski und Heinz Reinefarth erhielten für die Niederschlagung des Aufstands mit über 170.000 zivilen Opfern am 30. September 1944 das Ritterkreuz des Eisernen Kreuzes.
Ende Januar 1945 gelangte die Truppe an die Oderfront in den Raum um Guben, wo es zu schweren Kämpfen mit sowjetischen Truppen kam. Am 19. Februar 1945 befahl Himmler, die inzwischen von SS-Standartenführer Fritz Schmedes geführte Brigade zur 36. Waffen-Grenadier-Division der SS aufzustocken. Sie trug den Namen Dirlewangers nicht mehr zur weiteren Kennzeichnung. Dirlewanger war bereits Mitte Februar 1945 als Kommandeur abgelöst worden, da er an den Folgen eines Brustschusses litt. Er ließ sich in Württemberg versorgen und versuchte dort, bei seinen Eltern lagerndes Beutegut noch vor Kriegsende in Sicherheit zu bringen.

## Tod
Dirlewanger versuchte am 22. April 1945 unterzutauchen, als er im Robert-Bosch-Jagdhaus in Tannheim/Tirol, in das auch Gottlob Berger geflüchtet war, seine Uniform gegen Zivilkleidung tauschte. Es wird aufgrund einer Fotografie angenommen, dass Dirlewanger am 7. Mai 1945 in Tannheim in französische Kriegsgefangenschaft geriet. Deutsche Gefangene lernten ihn und den SS-Mann Minch Anfang Juni als Mitgefangene kennen. Nach der späteren Zeugenaussage eines Mitgefangenen im oberschwäbischen Altshausen, damals Kreis Saulgau in Württemberg (Französische Besatzungszone), sei Dirlewanger von einem ehemaligen jüdischen KZ-Häftling wiedererkannt worden. Daraufhin sei er – wie auch Minch – in der französischen Haft von bewaffneten Polen, vermutlich ehemaligen Zwangsarbeitern, oder von französischen Militärgefangenen (polnischer Abstammung) oder von polnischen Soldaten, die in der französischen  1ere armée (29ème Groupement d’Infanterie Polonaise) dienten, so misshandelt worden, dass er am 7. Juni 1945 gestorben sei. Das Sterberegister der Gemeinde Altshausen nennt den 19. Juni 1945 als Datum der raschen und formlosen Bestattung Dirlewangers.
Bis in die 1960er Jahre kursierten Gerüchte, Oskar Dirlewanger habe den Krieg überlebt. 1960 ordnete die Staatsanwaltschaft Ravensburg die Exhumierung der Leiche an. Die gerichtsärztliche Untersuchung ergab eindeutig, dass es sich bei dem Bestatteten um Dirlewanger handelte.
Von 35 bei der Justiz in den 1960er Jahren eingeleiteten Strafverfahren führte nur eines zur Anklage und zur Verurteilung von vier ehemaligen Sondereinheitsangehörigen wegen der Beteiligung an Straftaten gegenüber jüdischen Arbeitslagerhäftlingen.

## Persönlichkeit und Truppenführung

### Persönlichkeit
Wolfgang Benz charakterisiert Dirlewanger als Typ des Landsknechts, der „moralisch haltlos und machtbesessen […], von Grausamkeit und Willkür getrieben, Verbrechen zum Prinzip des Kampfes macht“. Christian Ingrao hält fest, dass Dirlewangers Lebenszeit aus 17 Jahren Krieg – das ist ein Drittel seines Lebens – bestanden habe. Die in der Öffentlichkeit lange nicht bekannten Umstände seines Endes und das ungenaue Todesdatum hätten erheblich zur Legendenbildung beigetragen und ließen Gottlob Berger noch 1962 nach der 1960 erfolgten Obduktion Dirlewangers gegenüber dem Historiker Helmut Heiber mutmaßen, dass sein Freund als geheimer Ratgeber der Mächtigen in Syrien oder Ägypten weiterleben würde.
Knut Stang sah 2004 in einer biographischen Skizze vier Faktoren für Dirlewangers Werdegang als bestimmend an: „Bei ihm verbanden sich eine amoralische Persönlichkeit, zusätzlich zerrüttet durch Alkoholismus und eine sadistische sexuelle Veranlagung, das Fronterlebnis des Ersten Weltkrieges, rauschhafte Gewalt und Barbarisierung, die persönlich erfolglosen und frustrierenden Friedensjahre und eine politische Führung, die skrupellose Terrorkriegsführung nicht nur tolerierte, sondern zur Methode machte.“ Bemerkenswert sei, so Stang, „daß Dirlewanger trotz Vorstrafen und sonstiger Auffälligkeiten erst von Berger richtig erkannt und instrumentalisiert wurde. […] Hitler und Himmler sahen – zu Recht – in Dirlewanger den radikalsten Vertreter dessen, was NS-Kriegsführung auszeichnete gegenüber der auch nicht eben menschenfreundlichen Kriegsführung der deutschen Militärtradition.“
Christian Ingrao analysierte Befragungen vom Sommer 1942 und Zeugenaussagen aus der Nachkriegszeit und ging den widersprüchlichen Angaben über Dirlewanger nach. Demnach genüge es nicht, Dirlewanger als „allmächtigen und gefürchteten Chef“ zu charakterisieren, sondern auch Eindrücke von Untergebenen zu berücksichtigen, die ihn als charismatischen und respektierten Vorgesetzten schilderten.

### Dirlewanger als Truppenführer
Ein Erklärungsansatz für die Rolle Dirlewangers wird in seinem militärischen Werdegang gesehen. Bereits während des Ersten Weltkrieges sah er, trotz schwerer Verwundungen, nicht vom weiteren Kriegseinsatz ab. Nach einer im September 1915 im Nahkampf entstandenen Schnittverletzung am linken Arm, durch welche dieser unbeweglich geworden war, setzte er nach erfolgter Genesung seinen Militärdienst im Jahr 1916 fort. 1917 meldete er sich wieder freiwillig an die Front. Er wurde zum Leutnant befördert und als Kompanieführer einer Maschinengewehreinheit im – nach dem Frieden von Brest – von deutschen Truppen besetzten Südrussland eingesetzt. Im November 1918 gelang ihm mit 600 Soldaten unter Umgehung der Internierung die direkte Rückkehr nach Deutschland, was ihm 1932 eine Ehrung durch alte Kameraden in der Presse einbrachte.
Wie zahlreiche Soldatenbriefe zeigen, waren die Erfahrungen in Russland insofern prägend, als dass sie anders als im Westen bei vielen Soldaten zu einer rassistisch geprägten Wahrnehmung des Feindes und der einheimischen Bevölkerungen führten, was wiederum zur Verstärkung eines sozialdarwinistisch geprägten Überlegenheitsgefühls beitrug. Dieses Bild vom Osten, von der Kulturträgertheorie vorbereitet und geprägt, wurde in der Zeit der Weimarer Republik von reaktionären Kräften auf die Zielgruppen der Freikorpseinsätze übertragen, dann mit dem in der Regel auf Slawen gemünzten Begriff „Untermensch“ kurzgeschlossen und aufbauend auf die von der nationalsozialistischen Propaganda geschürte Furcht vor dem „jüdischen Bolschewismus“ verbreitet.
Als Dirlewanger nach seinen Bürgerkriegserfahrungen in Spanien, 1940 wieder für wehrwürdig erklärt, das Kommando zur Militärausbildung der dafür eigens freigelassenen Wilddiebe übernahm, stand deren künftiger Einsatz zur „Bandenbekämpfung“ im Osten bereits fest. Die Einheit wurde damit beauftragt, die von Curt von Gottberg zum „Freiwild“ erklärten Partisanen sowie Juden aufzuspüren und in der Regel zu ermorden. Ziel war die Verwirklichung dessen, was Himmler 1941 als Ziel des Russlandfeldzuges angekündigt hatte, nämlich „die Dezimierung der slawischen Bevölkerung um dreißig Millionen“. Gleichzeitig war sich Himmler bewusst, was dies bedeutete, nämlich: „In dieser Auseinandersetzung mit Asien müssen wir uns daran gewöhnen, die Spielregeln, die uns lieb gewordenen und uns viel näher liegenden Sitten vergangener europäischer Kriege zur Vergessenheit zu verdammen.“
Während ihres ersten Einsatzes im Generalgouvernement bis Januar 1942 galt die Truppe, einschließlich ihres Kommandeurs Dirlewanger, selbst bei übergeordneten Dienststellen und dem nationalsozialistischen Regime als verwahrlost. Die Verhaltensweisen der Einheit sowie die von ihr begangenen Gräueltaten wurden zu dieser Zeit (noch) nicht akzeptiert und führten dazu, dass Odilo Globocnik und Friedrich-Wilhelm Krüger sie auflösen wollten. Als Konsequenz wurde die Auflösung der Einheit geprüft. Himmler, Berger und Viktor Brack hielten jedoch an Dirlewanger fest und verlegten die Einheit 1942 zum Mord- und Kampfeinsatz nach Weißrussland. Aus den militärischen Unterlagen ergibt sich für Christian Ingrao, dass die Einheit wegen ihrer „Effizienz“ beim Einsatz in den Wäldern Weißrusslands und in den Prypjatsümpfen einstimmig Anerkennung fand und daher vom Befehlshaber für Russland-Mitte, Curt von Gottberg, den strenger hierarchisierten und damit unbeweglicheren Verbänden vorgezogen worden ist. Nach dem Einsatz beim Warschauer Aufstand und der Ermordung von insgesamt 20.000 bis 50.000 Zivilisten war die Einheit erheblich vergrößert und um zusätzliche Waffengattungen ergänzt worden. Dirlewanger erschien für die Führung einer Division nicht mehr geeignet und wurde als überfordert angesehen. Im Februar 1945 wurde er abgelöst.

## Spätere Namensverwendungen
Die 2016 gegründete rechtsradikale Gruppe Sturmbrigade 44 benannte sich später in Wolfsbrigade 44 um und verwendete die Zahl 44 als Codierung für „Division Dirlewanger“ (DD); die Zahl 4 steht in diesem Zusammenhang für den vierten Buchstaben im Alphabet. Die Gruppe wurde am 1. Dezember 2020 vom Bundesinnenministerium verboten. Auch die von 2005 bis 2015 bestehende Rechtsrock-Band SKD (für „Sonderkommando Dirlewanger“) war nach ihm benannt.

## Film
Dirlewanger diente als historische Vorlage für die Figur des SS-Kommandanten in dem sowjetischen Antikriegsfilm Komm und sieh aus dem Jahr 1985.